# K-329 Belgorod
 (juin 2024).
Motif : Plan à revoir, et synthese des informations éphémères caduques
Le K-329 Belgorod (Белгород en russe) est un croiseur sous-marin nucléaire de premier rang russe.
Ce submersible à visées stratégiques a été construit sur la base d'un bâtiment de la classe Oscar II (désignation OTAN) et fait partie des systèmes d'armes présentés par le président russe Vladimir Poutine au cours de son discours annuel du 1er mars 2018,.
Les capacités opérationnelles du K-329 Belgorod et sa destination aux missions spéciales font qu'il est confié aux spécialistes des plongées en eaux profondes du GUGI (ГУГИ en russe, pour Direction principale de la recherche en haute mer du ministère de la Défense de la fédération de Russie (ru) ) de la 29e brigade autonome des sous-marins de la flotte du Nord, stationnée en baie d'Olenia dans la base navale de Gadjievo,, dépendant directement du ministère de la Défense russe, et non de la flotte maritime militaire de Russie.
Le K-329 Belgorod est par ailleurs identifié pour devenir le premier vecteur des torpilles nucléaires Poséidon en phase d'essai en avril 2021.

## Construction et mise en service
La construction de ce bâtiment a débuté en juillet 1992, dans les chantiers du constructeur naval Sevmash, dans la ville portuaire de Severodvinsk.
Le matricule de ce bâtiment est alors le K-139. Il le restera d'ailleurs de nombreuses années avant d'être modifié en matricule K-329. Son nom sera lui déterminé en 1993 : le « Belgorod » (Белгород en russe).
En 1995, la formation des équipages débute au centre de formation d'Obninsk.
Mais en 1997, le chantier est mis en veille alors que le bâtiment arrive aux trois quarts de sa construction, cela principalement pour des raisons financières. Le 22 janvier 1998, l'équipage est dissous.
En septembre 2000 — soit un mois après l'événement tragique intervenu sur le croiseur sous-marin nucléaire russe Koursk — il est finalement décidé de reprendre la construction sous forme du projet amélioré 949AM,, mais la question du financement demeure fragile. En mars 2006, le bâtiment est annoncé à 75 % de son achèvement par un représentant de l'entreprise de Severodvinsk Sevmash, tout en précisant que c'est l'entreprise elle-même qui a décidé de finaliser le chantier sur ses fonds propres.
Survient alors un nouveau retournement de situation en juillet 2006, alors que le bâtiment parvient à 85 % de son achèvement, le département militaire refuse de fournir les crédits nécessaires à la poursuite du chantier. Le département de la Défense envisage alors d'autres options pour l'achèvement de ce chantier naval ; l'une d'elles pouvant être de terminer et fournir le bâtiment à la marine indienne qui financerait la fin de réalisation du projet.
Alors qu'à la mi-février 2009, le commandant en chef de la marine russe, l'amiral Vladimir Vysotsky, affirme au média russe RIA Novosti que le sous-marin Belgorod est en cours de construction et qu'il sera destiné à une gamme de « tâches spéciales ». Puis, finalement, le gel définitif de la construction du bâtiment est annoncé officiellement le 26 juin 2009.
Une ultime volte-face se produit le 10 février 2012 par la décision de finalement relancer le chantier en vue de l'achèvement d'un sous-marin nucléaire polyvalent destiné à des opérations spéciales (en particulier en lien avec le projet 09852),, : en effet, l'une des options du K-329 Belgorod est de devenir le premier vecteur du nouveau drone sous-marin Status-6 Poseïdon (Статус-6 Посейдон en russe, nommé Kanyon par la CIA) ; et parmi les autres options spéciales se trouveront des aménagements permettant l'emport de plusieurs petits sous-marins pour des interventions en eaux profondes (jusqu'à 1 000 mètres) dans les perspectives de travaux exploratoires géologiques ou d'actions clandestines de toute nature sur les plateaux continentaux,.
Le service de presse du ministère de la Défense de la fédération de Russie annonce le 21 novembre 2018 que l'équipage est formé et opérationnel.
Le K-329 Belgorod est officiellement mis à flot le 23 avril 2019, au cours d’une cérémonie organisée au chantier naval Sevmash, à Severodvinsk,,,.
En décembre 2019, les essais de démarrage du sous-marin K-329 Belgorod sont en cours, et sa mise en service actif était prévue pour la fin de l’année 2020,. Cependant, avec l'accident intervenu à bord du sous-marin Losharik en juillet 2019, cette mise en service actif se retrouve reportée en 2021.
Début avril 2021, un article de l'agence Tass indiquait un changement d'objectif de déploiement pour la mise en service du sous-marin K-329, avec une priorité finalement donnée à la zone Pacifique.
Ce passage au second plan des objectifs en Arctique peut être mis en relation avec les répercussions de l'accident à bord du Losharik en juillet 2019, comme avec la montée des tensions en mers de Chine, ce dans le cadre du partenariat militaire régulier entre la Russie et la Chine dans cette zone maritime,,,,,.
Au 5 avril 2021, l'agence RIA Novosti annonçait qu'une source confirmait l'achèvement des essais en cours pour le mois de septembre 2021. Des aléas rencontrés durant ces essais en mer ont cependant entrainé de nouveaux retards de plusieurs mois ; finalement, l'agence de presse Tass annonce le 26 janvier 2021 tenir d'une source non-officielle que le K-329 Belgorod sera mis en service pour l'été 2022, avec une cérémonie prévue pour le 31 juillet.
Le 8 juillet 2022, le K-329 Belgorod est livré officiellement à la marine russe par le chantier naval Sevmash. Au cours de la cérémonie, le Commandant en chef de la marine de guerre russe, Nikolay Yevmenov, a souhaité souligner l'apport important de ce sous-marin dans le cadre d'expéditions scientifiques,.

## Caractéristiques

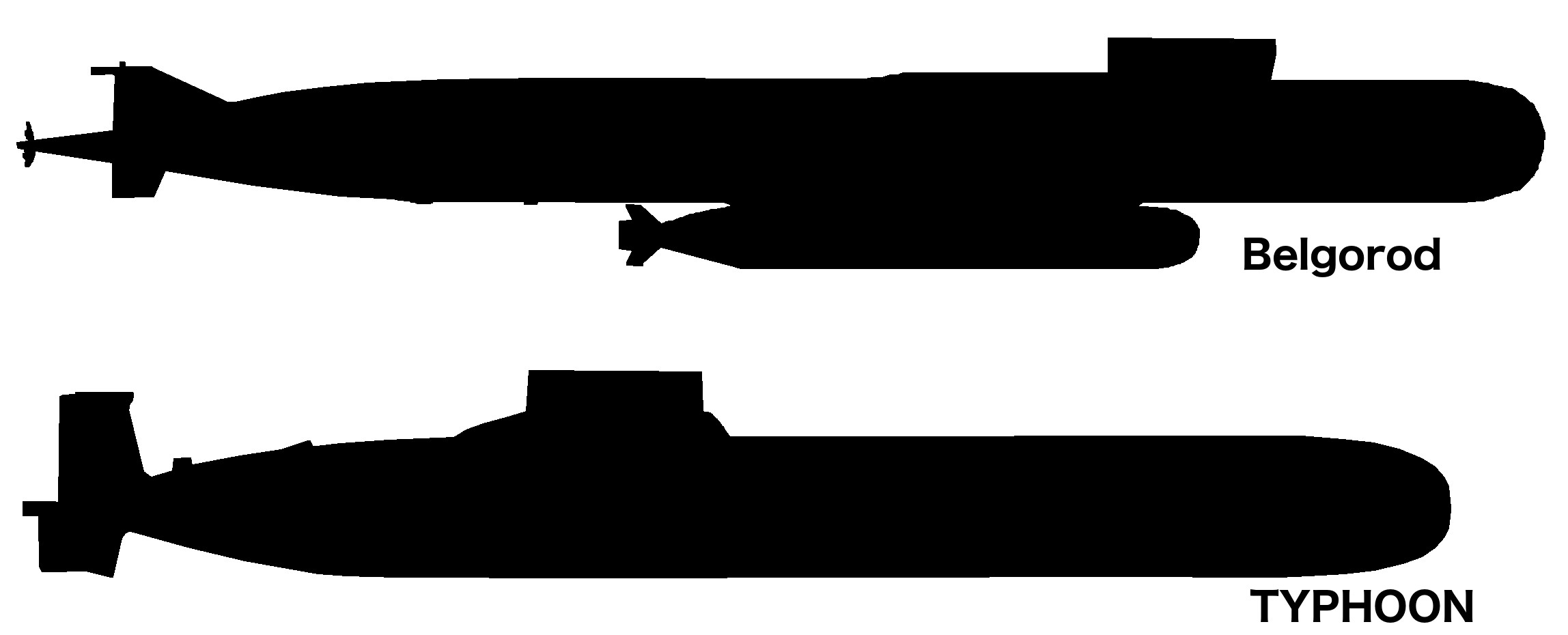
Silhouettes des sous-marins K-329 Belgorod et Typhoon (échelle similaire).

En termes de taille, le K-329 Belgorod — construit sur une base très modifiée de sous-marin classique de la classe Oscar II — est plus long d'environ dix mètres que les sous-marins russes de classe Typhoon, mais moins large.
À partir de 2012, des modifications importantes sont apportées à ce bâtiment afin de le rendre opérationnel en tant que vaisseau mère, le compartiment des tubes dédiés au lancement de missiles de croisière est supprimé afin de faire place à un réceptacle capable d'accueillir mini-sous-marins et drones sous-marins (UUV - Unmanned Underwater Vehicle) dédiés aux opérations spéciales telles que l'AS-12 Losharik (projet 10831) ou les AS-21, AS-23 et AS-35 Paltus (projet 1851),.
Ses caractéristiques précises sont classifiées et officiellement inconnues à ce jour ; on peut retenir approximativement celles présentées ci-dessous :
- déplacement : plus de 14 700 tonnes en surface, 24 000 tonnes en plongée[1].

- longueur : ~178 à 184 mètres[1],[2]

- largeur : ~15 mètres

- vitesse : <32 nœuds

- rayon d'action : illimité

- autonomie : environ 4 mois

- immersion opérationnelle / maximale : estimée à 500-520 mètres (SSGN OSCAR-II)[1]

- propulsion : nucléaire (2 réacteurs à eau pressurisée OK-650M.02[17] d'une puissance totale de 190 MW entraînant deux turbines à vapeur et deux hélices) ; plus au moins deux propulseurs additionnels.

- équipage : estimé à 110 sous-mariniers.

- armement : 6 torpilles nucléaires Poséidon, 6 torpilles 533 mm (21")[1]

Le 8 juillet 2022, le K-329 Belgorod est livré officiellement à la marine russe par le chantier naval Sevmash.

## Missions stratégiques prévues

### Frappes nucléaires
Le sous-marin K-329 Belgorod et le drone Status-6 Poseïdon font conjointement partie des nouveaux systèmes d'armes conçus par la Russie pour répondre - entre autres - aux évolutions des capacités de défense nucléaire des États-Unis; cela dans le cadre de la Nouvelle guerre froide démarrée en 2002 du fait de la décision prise au sein de l'OTAN du déploiement par les États-Unis de leur solution bouclier antimissile en Europe de l'Est, suivie de la reprise des vols continus des bombardiers stratégiques russes en 2007 selon un modus operandi de la guerre froide, puis en 2013 par la guerre en Syrie et la guerre russo-ukrainienne. Enfin, un cap est franchi en août 2019 avec l'abandon du traité sur les forces nucléaires à portée intermédiaire entre ces deux pays. Cette montée des tensions depuis 2002 s'opère sur fond d'une approche politique de défense reposant toujours sur la dissuasion nucléaire et sa doctrine du MAD ou destruction mutuelle assurée.

### Missions spéciales et opérations de renseignement
Sa destination aux opérations spéciales fait que ses capacités ont été adaptées à de nombreux types de missions à visées stratégiques. Ce bâtiment est donc conçu pour l'adaptabilité, la capacité à employer différents types d'armes ou autres matériels adéquats avec l'objectif assigné (renseignement, actions d'installation, opérations clandestines délicates, utilisation d'armes tactiques et/ou stratégiques majeures).
Parmi ces visées à caractère stratégique, les volontés d'implantations et d'exploitations du plateau arctique font partie des objectifs géostratégiques primordiaux de la Russie dans un court à moyen terme, ce pour des enjeux énergétiques, prospections diverses, ou encore de contrôle des flux maritimes appelés à se recomposer avec la fonte des glaces arctiques. Le K-329 Belgorod, apparaît ainsi tout désigné pour servir le gouvernement russe dans l'affirmation de ses prétentions sur l'espace marin arctique par des actions de renseignement, voire d'actions discrètes et/ou destructrices en eaux profondes.
Une illustration peut en être établie au travers d'un nouveau projet de modernisation et de déploiement d'un réseau de stations d'écoute sonar, positionné sur le fond sous-marin arctique (nom de code Harmony : Гармония en russe),. Pour alimenter l'ensemble de ces infrastructures, il est prévu lors de leur déploiement sur les plateaux continentaux en eaux profondes, un réseau de centrales nucléaires miniaturisées de nouvelle génération.
Une autre illustration peut être relevée, au travers des différentes inquiétudes apparues au sein de membres haut gradés du Pentagone comme de l'état-major de l'Otan entre fin 2015 et fin 2017, concernant les visées russes vis-à-vis des câbles de télécommunication sous-marins,. Effectivement, une guerre non conventionnelle (pouvant s'exprimer au travers de collectes de renseignements ou d'opérations discrètes de sabotage) pouvant être envisagée sur ces infrastructures très faiblement protégées,, dans un cadre de tensions exacerbées voire de conflit ouvert. Un vecteur tel que le sous-marin K-329 Belgorod ferait partie des moyens matériels primordiaux si de telles opérations non conventionnelles, venaient à être validées au plus haut sommet de l'État russe,.

### Analyse stratégique opérationnelle
Il est notable que ce système d'arme nucléaire à doubles composantes vectorielles (alliance entre ce nouveau bâtiment lanceur K-329 Belgorod et le drone vecteur Status-6 Poseïdon) permet d'amplifier considérablement les avantages de la mise en œuvre sous-marine de l'arme nucléaire.
Effectivement, la furtivité du vecteur initial (le sous-marin) est bien sûr conservée, mais elle est complétée par un second vecteur opéré à distance (le drone) permettant de compenser amplement les inconvénients inhérents aux vecteurs sous-marins rencontrés jusqu'ici ; à savoir, une programmation délicate des objectifs et un souci de puissance et portée limitées.
Actuellement, les rivaux potentiels de la Russie se trouveraient donc — au regard de l'état des connaissances officielles des systèmes d'armes opérationnels — en position défavorable dans l'espace maritime, étant donné qu'à ce jour il n'a pas été conçu de système de défense apte à contrer efficacement ce nouveau type de mise en œuvre exclusivement sous-marin de l'arme thermonucléaire.
À cette première composante du K-329 Belgorod en tant que vecteur d'armes, s'ajoute celle en tant que vecteur d'équipes spécialisées en eaux profondes. Ce sous-marin, au même titre que le BS-64 Podmoskovye, pourra ainsi devenir l'une des composantes majeures dans le cadre d'actions menées à plus ou moins grandes échelles sur des systèmes de télécommunications sous-marins, cela dans le cadre de l'action militaire sur des infrastructures marines indispensables au bon fonctionnement du cyber-espace, qui constituent un enjeu majeur de puissance et de souveraineté pour les États,. Une illustration de ces options d'action se réalise dans le cadre de la guerre en Ukraine, déclenchée par la Russie le 24 février 2022. L'ensemble des dirigeants européens et mondiaux se sont tout d'abord focalisés sur l'option d'une menace d'attaque nucléaire à la suite des déclarations du président russe Vladimir Poutine à propos de « conséquences que vous n’avez jamais vues ». Il faut attendre le 2 mars 2022, pour que certains articles apparaissent dans les médias, faisant état de cette autre possibilité, pour la Russie, de générer un black-out sur l'internet par une attaque directe sur les câbles sous-marins de télécommunication, avec la prise de conscience de l'ampleur catastrophique que pourrait prendre un tel type d'attaque,. La possibilité d'une action russe visant les systèmes telecom sous-marins devient officiellement revendiquée le 14 juin 2023, par une annonce de Dmitri Medvedev sur son compte officiel Telegram. Cette déclaration se réalisant à la suite des derniers éléments révélés concernant le sabotage des gazoducs Nord Stream.

## Culture populaire
- Le Belgorod apparaît dans le film Mission: Impossible - The Final Reckoning.